# Psihološka pogodba
Psihološka pogodba je oblika neformalne pogodbe osnovana na medsebojnem psihološkem sporazumu med delodajalcem in delojemalcem. Ni zakonsko določena in največkrat ni nikjer zapisana. Vključuje prepričanja in pričakovanja o določenem zaposlitvenem odnosu, tako s strani zaposlenega kot delodajalca, kar močno vpliva na oblikovanje vzajemnega zaupanja. Pričakovanja s strani delodajalca se pogostno nanašajo na varovanje ugleda podjetja, pošteno delo, lojalnost; s strani zaposlenega pa na možnost za napredovanje, spoštljiv odnos, priznanja za delo in druge. Pomen psihološke pogodbe je v zapolnjevanju vrzeli, ki jih formalna pogodba ne pokrije, v urejanju odnosa med zaposlenim in organizacijo in v povečanju stopnje zadovoljstva zaposlenih in delodajlcev, kar pa pozitivno vpliva tudi na večjo uspešnost in pa učinkovitost podjetja.  

## Zgodovina psihološke pogodbe
Pogoj za nastanek psihološke pogodbe je določena mera osebne svobode. Ta se ne more pojaviti v fevdalnih odnosih ali pa v primeru suženjskega oz. prisilnega dela. Psihološka pogodba se lahko pojavi zgolj v odnosu kjer delavec v zameno za prostovoljno delo prejema ustrezno plačilo. Torej lahko govorimo o psihološki pogodbi s pojavom prvih prostovoljnih zaposlitvenih odnosov.  
Pojem psihološka pogodba je prvi omenil ameriški poslovni teoretik Chris Argyris že leta 1960, vendar prva uporaba pojma psihološka pogodba v poslovnem jeziku datira šele po letu 1990.  Psihološka pogodba je najprej postala popularna v ZDA, predvsem po letu 1999. Ameriška podjetja so jo začela intenzivno uporabljati po letu 2002, medtem  ko v najrazvitejših državah Evropske unije po letu 2005. 

## Vsebina psihološke pogodbe
Oblikovanje vsebine psihološke pogodbe temelji na usklajevanju in integraciji pričakovanj, želja, ciljev, ambicij in obljub med delojemalcem in delodajalcem. Zaposleni pove kaj lahko ponudi in kaj pričakuje od organizacije, delodajalec pa kaj zaposlenemu lahko omogoči in kaj od njega pričakuje. 
Temeljna vsebinska področja, ki naj bi jih psihološka pogodba vključevala: 
- celostni karierni in osebni razvoj
- izobraževanje, izpopolnjevanje in usposabljanje
- komunikacija na delovnem mestu
- doseganje in zagotavljanje odličnosti
- napredovanje
- merila in kriteriji uspešnosti
- razvoj kompetenc
- inovativnost in samoiniciativnost
- participacija
- informiranost
- zagotavljanje kvalitete in kvantitete dela
- medsebojni odnosi [3]

## Oblike psiholoških pogodb
V celoti gledano je psiholoških pogodb toliko, kolikor je posameznikov s sklenjeno psihološko pogodbo.  Vendar jih vseeno na grobo lahko ločimo na več načinov pri čemer prihaja do manjših razhajanj oz. do različnih poimenovanj posameznih oblik.

### Oblike psiholoških pogodb glede na način sklenitve
Nezavedna psihološka pogodba se med zaposlenim in delodajalcem sklene nenačrtno.
Za sklenitev dogovorjene psihološke pogodbe se delodajalec in delojemalec o vsebinah pogodbe ustno dogovorita. Pri pisni psihološki pogodbi pa se delodajalec in delojemalec sporazumno dogovorita o vsebinah pogodbe in le te tudi pisno dokumentirata.

### Oblike psiholoških pogodb glede na vsebino
Ta delitev psiholoških pogodb se predvsem osredotoča na izraženo stopnjo pripadnosti podjetju, torej v kolikšni meri se zaposleni poistovetijo s kulturo, klimo in vrednotami organizacije, ki jih zaposluje.

#### Normativna psihološka pogodba
Normativno psihološko pogodbo imenujemo tudi pogodba lojalnosti, saj zaposleni, ki imajo sklenjeno tovrstno pogodbo čutijo močno pripadnost organizaciji in pa ponos, da delajo v določeni organizaciji.  Ker zaposleni računajo na dolgoročno delovanje v nekem podjetju, se tudi delodajalci lahko zanesejo na trdno sodelovanje. Posameznike v organizaciji, ki imajo sklenjeno normativno psihološko pogodbo, najlažje prepoznamo po tem, da delujejo v prepričanju, da morajo v tej organizaciji ostati. Takšna prepričanja izhajajo iz njihove lojalnosti podjetju ali pa čuta močne obveze do delodajalca. Njihovo delo je motivirano z varnostjo zaposlitve in občutkom, da jih podjetje potrebuje. Zaposleni z vzpostavljeno normativno psihološko pogodbo si navadno ne želijo hitrega napredovanja in izpopolnjevanja, večje moči ali pa možnosti intenzivnega izobraževanja.  Slabše se znajdejo v delovnem okolju, ki je dinamično , vključuje hitre spremembe in vedno nove izzive. Na njih slabo vplivajo prerazporeditve na novo delovno mesto in nove zadolžitve.  Več jim pomeni socialna varnost, kot pa visoko plačilo, tako da pri takšnih zaposlenih denarne nagrade nimajo pravega učinka. Zaposleni z normativno psihološko pogodbo se najbolje znajdejo pri timskem delu kjer ne prevladuje tekmovalnost.  Takšni posamezniki so največkrat sicer sposobni a zelo skromni, tako da je zelo pomembno, da jih delodajalec zna motivirati za delo in spodbuja k večjemu zaupanju v lastne sposobnosti. Slabosti zaposlenih s sklenjeno normativno psihološko pogodbo so nizka stopnja ustvarjalnosti, samoiniciativnosti in prilagodljivosti spremembam, visoka stopnja odvisnosti od sodelavcev in nadrejenih, odvisnost od občutka, da jih delodajalec potrebuje in še nekatere druge. 

#### Kalkulativna psihološka pogodba
Kalkulativno psihološko pogodbo imenujemo tudi pogodba koristi, saj odnos med delodajalcem in delojemalcem temelji na preučevanju lastnih koristi in pridobitev, ki jih ima zaposleni od organizacije oz. organizacija od zaposlenega. Takšen odnos pomeni, da si zaposleni pri opravljanju svojega dela sprašuje ali se mu splača vlagati svoj čas, energijo in znanje za povratne koristi. Prav tako pa ima tudi delodajalec pri vlaganju v znanje in kariero svojega zaposlenega vedno v mislih ali se mu to izplača oz. ali bo imel od tega kakšne koristi. Zaposlene s sklenjeno kalkulativno psihološko pogodbo prepoznamo po izrazitem proučevanju lastnih koristi in pridobitev.  V skupinah v katerih delujejo zaposleni s kalkulativno psihološko pogodbo je velikokrat prisotna tekmovalnost, tržno razmišljanje, zaupanje zaposlenih v svoje sposobnosti in pa nizko zaupanje in sodelovanje med člani.  Takšni zaposleni se ne identificirajo z organizacijo v kateri delajo, tako da poskusi motiviranja s pohvalami in vzbujanja občutka pripadnosti podjetju ne delujejo na njih.  Najučinkoviteje se jih motivira z denarnimi nagradami v obliki višje osnovne plače ali pa denarnih stimulacij za večjo uspešnost. Prav tako pa so motivirani tudi z možnostjo napredovanja in pa pridobivanja novih znanj ter kompetenc.  Nekatere izmed slabih lastnosti, ki se pojavljajo pri zaposlenih s sklenjeno kalkulativno psihološko pogodbo so nizka pripadnost organizaciji, nizka lojalnost nadrejenim, pripravljeni so na visoke vložke le v primeru visokih koristi in pa pretirana nepopustljivost v odnosih s sodelavci. 

#### Identifikacijska psihološka pogodba
Identifikacijska psihološka pogodba se imenuje tudi psihološka pogodba pripadnosti ali pa emocionalna psihološka pogodba. Takšna oblika psihološke pogodbe predstavlja idealen odnos med delojemalcem in delodajalcem in je kot taka najbolj zaželena. Zaposleni se čutijo tesno povezane z organizacijo v kateri delujejo. Poistovetijo se s cilji organizacije tako da jim uspeh organizacije pomeni hkrati tudi njihov lastni uspeh. Zaposleni z identifikacijsko psihološko pogodbo so pripravljeni vlagati veliko napora znanja in časa v organizacijo, pogosto se tudi odpovejo lastni koristi v prid skupnega dobrega.  Organizacijo in delodajalca takšni zaposleni stežka zamenjajo in so zvesti svojemu podjetju tudi če ta zaide v finančne težave. Takšne zaposlene prepoznamo po njihovi identifikaciji z organizacijo, po njihovem prevzemu odgovornosti za uspehe in neuspehe organizacije in po tem, da pomembno prispevajo k učinkovitosti podjetja. Največkrat gre za zaposlene z daljšo delovno dobo, ki imajo bogate delovne izkušnje, ter za ambiciozne mlade posameznike. Običajno jih za delo ne motivirajo denarne nagrade in plača, marveč jih v največji meri motivira priznanje za njihov doprinos v podjetju, možnosti osebnega in profesionalnega razvoja, možnosti napredovanja in kariernega razvoja in možnosti izobraževanja in usposabljanja novih veščin. Posamezniki z identifikacijsko psihološko pogodbo dobro delujejo v okoljih katera od njih zahtevajo inovativnost, prav tako se dobro znajdejo kot vodje skupin in pri bolj odgovornih nalogah.  V splošnem imajo takšni zaposleni najmanj slabih lastnosti, najpogostejše izmed tistih, ki pa se vseeno pojavljajo pa so, da v veliki meri doživljajo neuspeh organizacije kot lastni neuspeh, da težko delujejo v okoljih v katerih se ne počutijo dovolj cenjene, da pogosto vztrajajo pri nerešljivih problemih in še nekatere druge.     

## Kršitev psihološke pogodbe
Ker ljudje razvijemo različna pričakovanja o določenem delovnem mestu imata lahko dva posameznika na enakem delovnem mestu različni psihološki pogodbi.  Še pogosteje prihaja do razlik med pričakovanji podjetja in pa zaposlenega. V kolikor so te razlike prevelike lahko pride do kršenja psihološke pogodbe. Ta kršitev se torej nanaša na zaznavo zaposlenega, da delodajalec ali organizacija ne spoštuje v celoti psihološke pogodbe.   Če se psihološka pogodba prekrši ni predvidenih formalnih sankcij, vendar lahko takšne kršitve vodijo v zmanjšano produktivnost, nižjo motivacijo za delo, nastanek nezadovoljstva ter povečan absentizem in pogostejše odhode iz podjetja  .

## Merjenje
Psihološko pogodbo se lahko meri z različnimi metodami, ki se med drugim razlikujejo tudi glede na to ali merijo značilnosti, vsebino ali vrednotenje psihološke pogodbe. Med najpogosteje uporabljenimi pripomočki za merjenje psihološke pogodbe je anketni vprašalnik.